# Mormopterus halli
Mormopterus halli (Reardon, McKenzie, Cooper, Appleton, Carthew & Adams, 2014) è un pipistrello della famiglia dei Molossidi endemico dell'Australia.

## Descrizione

### Dimensioni
Pipistrello di piccole dimensioni, con la lunghezza della testa e del corpo tra 45 e 48 mm, la lunghezza dell'avambraccio tra 30,6 e 34,2 mm, la lunghezza della coda tra 18 e 25 mm e un peso fino a 11,5 g.

### Aspetto
La pelliccia è corta. Il colore generale è marrone brillante. Il muso è piatto, largo, con il labbro superiore ricoperto di pliche cutanee superficiali e che si estende leggermente oltre quello inferiore e le narici che si aprono lateralmente. Le orecchie sono relativamente corte, ben separate tra loro e con l'estremità arrotondata. Il trago è triangolare, con l'estremità arrotondata e visibile dietro l'antitrago, il quale è basso e poco visibile. Le ali sono attaccate posteriormente sulle caviglie. La coda è lunga, tozza e si estende per più della metà oltre l'uropatagio. Il pene è relativamente corto.

## Biologia

### Alimentazione
Si nutre di insetti.

## Distribuzione e habitat
Questa specie è conosciuta soltanto nella Penisola di Capo York, nel Queensland settentrionale.
Vive nelle foreste secche ed umide di sclerofille.

## Conservazione
Questa specie, essendo stata scoperta solo recentemente, non è stata sottoposta ancora a nessun criterio di conservazione.